# Andrzej Adamski (złotnik)
Andrzej Bogdan Adamski (ur. 31 marca 1957 w Gdańsku) – polski artysta, jubiler, złotnik i bursztynnik.

## Życiorys

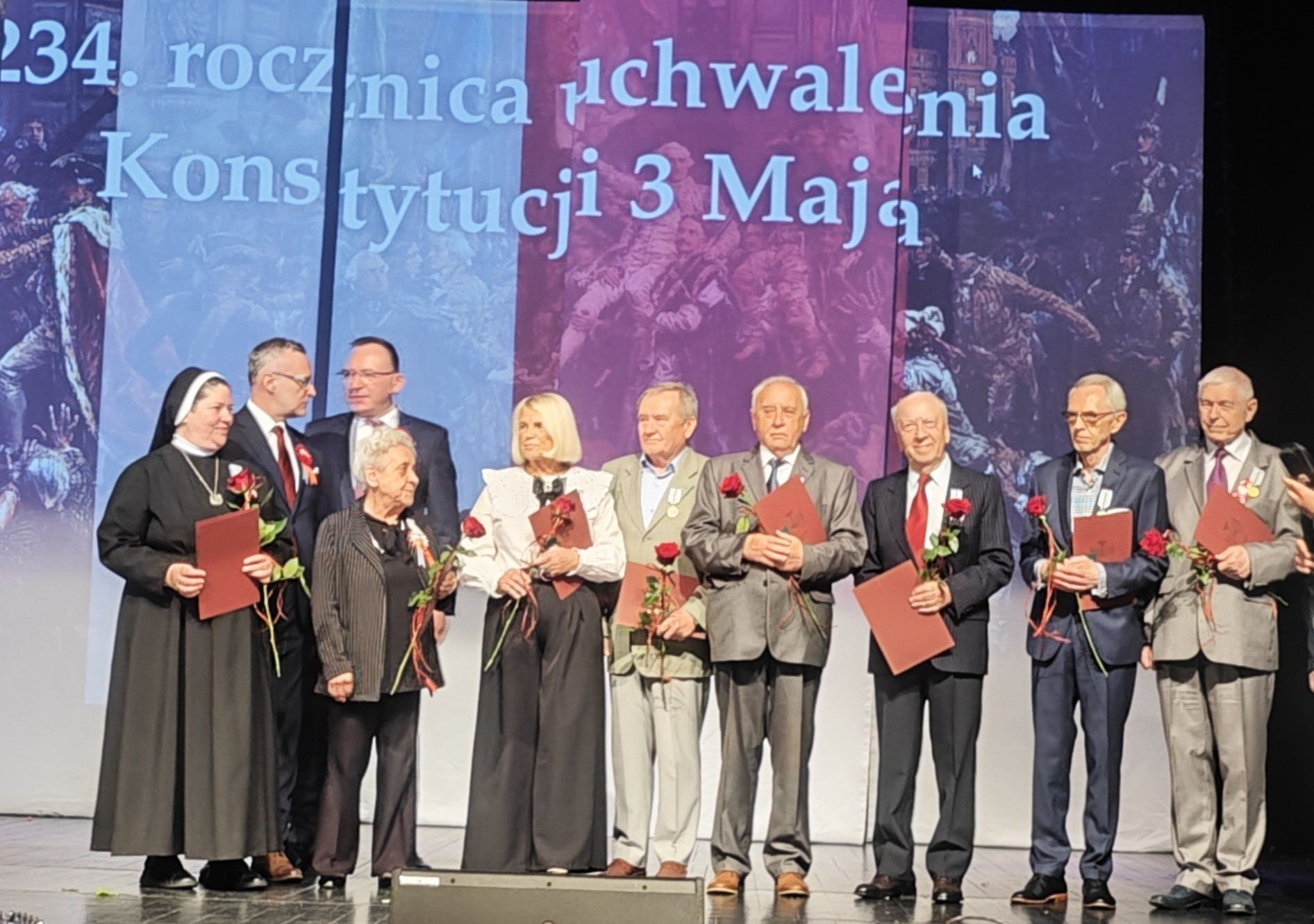
Wręczenie Odznaki Honorowej Miasta Braniewa, 3.05.2025 (drugi od prawej)

Urodzony 31 marca 1957 r. w Gdańsku. Od 1985 r. mieszka i tworzy w Braniewie. Absolwent Gdańskiej Szkoły Jubilersko-Złotniczej. W 1977 r. rozpoczął działalność złotniczą w Spółdzielni Pracy Rękodzieła Artystycznego „Bursztyny” w Gdańsku. W latach 1998–2009 prowadził własną działalność – Adamski Andrzej Pracownia Jubilerska A2. Od 2006 r. jest sygnatariuszem Gdańskiej Deklaracji Dobrych Praktyk Bursztynniczych. W latach 2010–2020 r. członek Stowarzyszenia Twórców Form Złotniczych.
W latach 2007–2011 konsultant Archidiecezjalnej Warmińskiej Komisji do Spraw Budownictwa Sakralnego i Konserwacji. W roku 2009 otrzymał tytuł Mecenasa Braniewskiej Kultury, w 2022 r. Stowarzyszenie Dom Warmiński przyznało mu honorowy tytuł Przyjaciel Warmii 2021, a w 2025 r. Rada Miasta Braniewa Odznakę Honorową Miasta Braniewa „Za zasługi dla Miasta Braniewa”.

## Twórczość

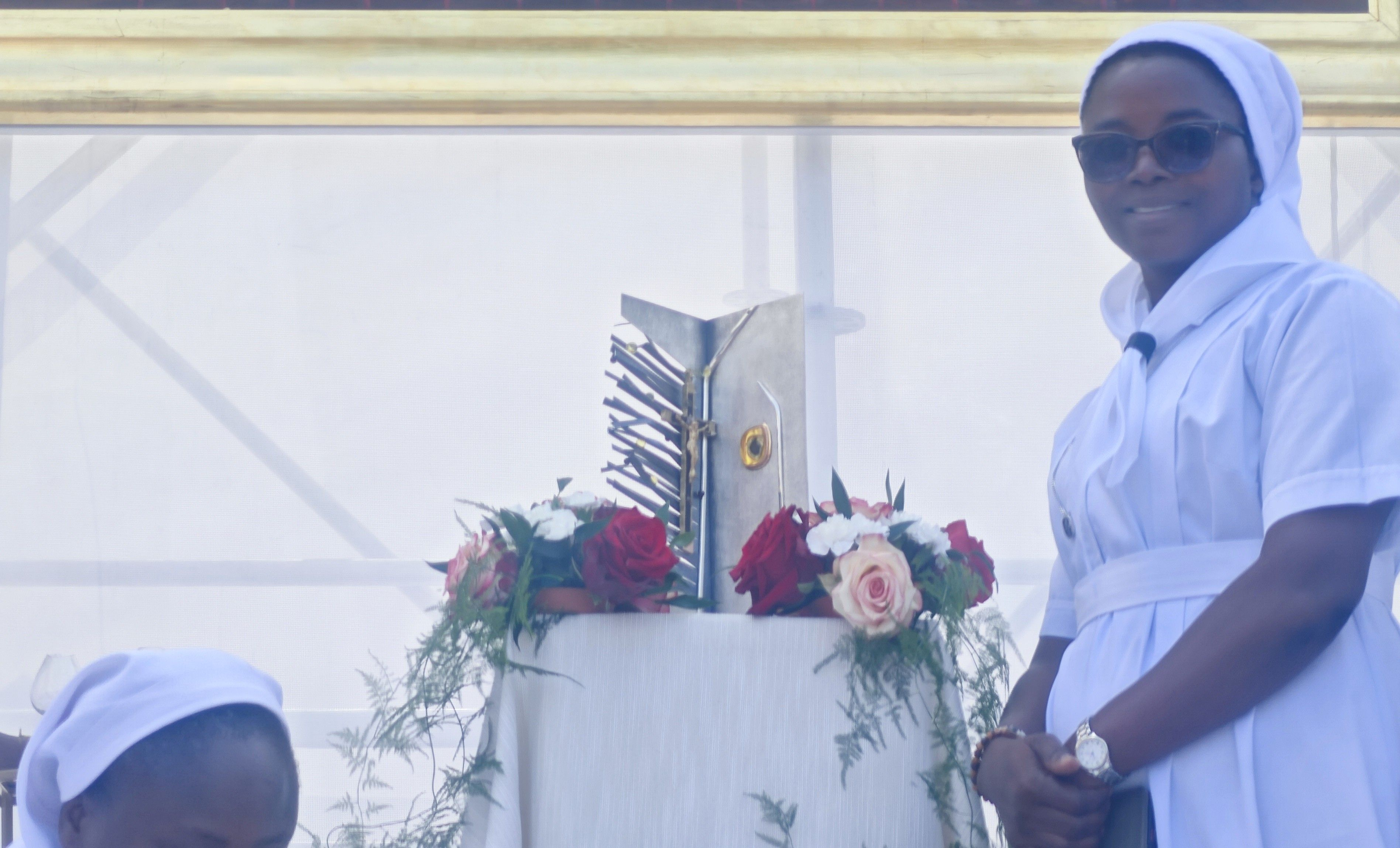
Relikwiarz Marii Krzysztofa Klomfass i XIV towarzyszek

Zajmuje się tworzeniem, szeroko rozumianych, autorskich form złotniczych, wśród których istotny segment stanowią argentaria kościelne. Powstały m.in. dla bazylik: pw. św. Katarzyny (Braniewo) oraz archikatedralnej Wniebowzięcia NMP i św. Andrzeja Apostoła we Fromborku, jak też kościołów: pw. Niepokalanego Serca NMP (Barciany),  pw. św. Bartłomieja (Jeziorany) czy pw. NMP (Oberursel, Niemcy). Ostatnią pracą (stan na maj 2025) jest relikwiarz Marii Krzysztofy Klofmass i XIV Towarzyszek wykonany dla  Zgromadzenia Sióstr św. Katarzyny Dziewicy i Męczennicy w Braniewie.
Zakładka do książek z cyklu „Wariacje chopinowskie” została wykorzystana na okładce zbioru wierszy „Polonez” – Stefana Adamskiego.
Jest także autorem tekstów:
- „Portret Gdańskiego Jubilera – Kto zacz?” analizującego obraz Jacoba Wesela ze zbiorów Muzeum Prus Zachodnich (Westprußisches Landesmuseum)[8].
- „Spółdzielnia Pracy Rękodzieła Artystycznego Bursztyny - Historia” omawiającego działalność nieistniejącego gdańskiego zakładu, który odegrał niepoślednią rolę w historii polskiego bursztynnictwa[9].
- „Z bursztynem w tle”. To wybór prac malarzy, głównie portretów, gdzie można dostrzec biżuterię bursztynową[10].
- „Bursztyn elektron, Poezja elektryczność” traktującego o bursztynie i jego roli w poezji[11].

Jego prace oraz wzory znajdują się w zbiorach:
- Musee d'historie naturelle, Neuchatel, Szwajcaria
- Muzeum Bursztynu - Królewiec, Rosja
- Muzeum Bursztynu w Gdańsku
- Muzeum Ziemi PAN – Warszawa
- Galerii Sztuki w Legnicy

## Wystawy indywidualne
- 2018 - „Bursztyn klasycznie?” Muzeum Bursztynu, Gdańsk[12]

## Wystawy grupowe
- 2021 – Wystawa „Piękno zatrzymane w czasie” / „Beauty Trapped in Time”, Muzeum Narodowe prowincji Yunnan w Kunming / Chiny
- 2020 – Trend Book 2020+
- 2017 – „Bursztyn bałtycki. Tradycja i Innowacja”, Gdańsk, Bruksela, Monachium
- 2017 – "Gold des Nordens - Złoto północy” Rapperswil, Szwajcaria
- 2016 – „Amber Design Meeting” Muzeum Ziemi PAN, Warszawa
- 2015 – "XXV STFZ", wystawa jubileuszowa, Galeria Sztuki, Legnica
- 2015 – 24 Międzynarodowy Konkurs Sztuki Złotniczej „Granice”, Galeria Sztuki, Legnica
- 2014–2015 – „Z jedwabnego my”, VI edycja Targów Biżuterii Artystycznej JOYA, Barcelona (Hiszpania) / Galeria La Basillica, Barcelona (Hiszpania) / Galeria Sztuki, Legnica
- 2011–2014 – Designed in Poland, Budapeszt (Węgry) / Barcelona (Hiszpania) / Praga (Czechy) / Lizbona (Portugalia) / Bruksela (Belgia) / Rzym (Włochy) / Zagrzeb (Chorwacja) / Sofia (Bułgaria) – organizator PAIiIZ Warszawa
- 2011 – „Z archiwum XX” STFZ
- 2010 – "Fundacje Kanoników Warmińskiej Kapituły Katedralnej", Muzeum Archidiecezji Warmińskiej i Muzeum Mikołaja Kopernika, Frombork
- 2009–2010 – „BIŻART”, Legnica
- 2009 – Amber Time - Czas Srebra i Bursztynu, Legnica
- 2009 – International Exhibition of Contemporary Jewellery "Escape", Kłajpeda (Litwa)
- 2008 – International Exhibition of Contemporary Jewellery "Escape", Wilno (Litwa)
- 1990 – Międzynarodowy Pokaz Form Złotniczych, Sopot – Gdańsk, Kantor Polskiej Sztuki Złotniczej

## Wystawy pokonkursowe grupowe
- 2013 – III International Amber Art Prize of the Baltic Rim countrie Ribnitz -Damgarten (Niemcy)
- 2013 – Ogólnopolski Konkurs Biżuterii Artystycznej "Prezentacje 2013", Warszawa
- 2013 – „Alatyr" International Biennial of Amber Art Works, Królewiec (Rosja)
- 2012 – Ogólnopolski Konkurs Biżuterii Artystycznej "Prezentacje 2012", Warszawa
- 2011 – Ogólnopolski Konkurs Biżuterii Artystycznej "Prezentacje 2011", Warszawa
- 2011 – „Alatyr" International Biennial of Amber Art Works, Królewiec (Rosja)
- 2010 – 19 Międzynarodowy Konkurs Sztuki Złotniczej "Minimum", Galeria Sztuki, Legnica
- 2009 – „Alatyr" International Biennial of Amber Art Works, Królewiec (Rosja)
- 2009 – Ogólnopolski Konkurs Biżuterii Artystycznej "Prezentacje 2009", Warszawa
- 2002 – Ogólnopolski Konkurs Biżuterii Artystycznej "Prezentacje 2002", Warszawa

## Wystawy pokonkursowe grupowe (prace wspólne z żonąBogumiłą Adamską)
- 2023 – AMBERIF DESIGN AWARD "Symbol nadziei"
- 2022 – AMBERIF DESIGN AWARD "Bursztyn jako nagroda"
- 2022 – Międzynarodowy Konkurs Sztuki Złotniczej „Dotyk”
- 2015 – 24 Międzynarodowy Konkurs Sztuki Złotniczej „Granice”
- 2014 – „Z Jedwabnego my…”- La Basílica Galería, Barcelona (Hiszpania)
- 2014 – „MineralART 2014” Idar-Oberstein (Niemcy)

## Nagrody i wyróżnienia
- 2019 – Zwycięzcą 7. edycji konkursu Wydawnictwa Polska Biżuteria[13]
- 2015 – 24 Międzynarodowy Konkurs Sztuki Złotniczej „Granice”, Galeria Sztuki, Legnica – I nagroda Ministra Kultury i Dziedzictwa Narodowego[2]
- 2011 – "Alatyr 2011" International Biennial of Amber Art Works - Królewiec (Rosja) – wyróżnienie[2]
- 2009 – Konkurs na Klejnot Polskiej Biżuterii – Nagroda Główna[2]
- 2009 – Jewellery Art Contest "For You" - Wilno (Litwa) – wyróżnienie[2]
- 2009 – "Alatyr 2009" International Biennial of Amber Art Works – Królewiec (Rosja) – II i III miejsce[2]
- 2008 – Konkurs na prezent dyplomatyczny z bursztynem, Gdańsk – I miejsce[2]
- 2007 – Międzynarodowe Biennale Bursztynu, Frombork – Nagroda Publiczności[2]